# David Waddington
David Charles Waddington, baron Waddington, GCVO (ur. 2 sierpnia 1929, zm. 23 lutego 2017) – brytyjski polityk i prawnik, członek Partii Konserwatywnej, minister w rządach Margaret Thatcher i Johna Majora.
Wykształcenie odebrał w Sedbergh School oraz w Hertford College na Uniwersytecie w Oksfordzie. Na studiach był przewodniczącym Stowarzyszenia Konserwatywnego. W 1951 r. rozpoczął praktykę adwokacką. W 1968 r. został wybrany do Izby Gmin w wyborach uzupełniających w okręgu Nelson and Colne. Miejsce w parlamencie utracił po przegranych wyborach 1974 r.
Po przegranych wyborach powrócił do praktyki adwokackiej. W 1976 r. został obrońcą Stefana Kiszko w sprawie o zabójstwo Lesley Molseed. Obrona była źle przeprowadzona i klient Waddingtona został skazany. W 1992 r. rodzina Kiszki doprowadziła do rewizji procesu i uniewinnienia Stefana. Sprawa stała się jedną z najsłynniejszych pomyłek sądowych w Wielkiej Brytanii w XX w.
Waddington powrócił do Izby Gmin w marcu 1979 r., wygrywając wybory uzupełniające w okręgu Clitheroe. Po likwidacji tego okręgu w 1983 r. przeniósł się do Ribble Valley.
Był lordem skarbu w latach 1979–1981, podsekretarzem stanu w ministerstwie zatrudnienia w latach 1981–1983, ministrem stanu w resorcie spraw wewnętrznych w latach 1983–1987 oraz parlamentarnym sekretarzem skarbu w latach 1987–1989. W 1989 r. został członkiem gabinetu jako minister spraw wewnętrznych. W 1990 r. został kreowany parem dożywotnim jako baron Waddington. W tym samym roku został Lordem Tajnej Pieczęci i przewodniczącym Izby Lordów. Pozostawał na tych stanowiskach do 1992 r.
W tym samym roku został gubernatorem Bermudów. Urząd ten sprawował do 1997 r.